# Pseudorca crassidens
La falsa orca u orca negra (Pseudorca crassidens) es una especie de cetáceo odontoceto de la familia Delphinidae; es la única especie del género Pseudorca y no se reconocen subespecies. Es uno de los mayores miembros de la familia de los delfines oceánicos. Vive en aguas de zonas tropicales y subtropicales alrededor de los océanos Pacífico, Índico y Atlántico. Muchos de los datos sobre esta especie se han obtenido mediante el examen de ejemplares varados.

## Taxonomía
La falsa orca fue descrita por primera vez por el paleontólogo y biólogo británico Richard Owen en su obra de 1846 A History of British Fossil Mammals, and Birds, basándose en un fósil descubierto en la gran ciénaga de Lincolnshire, Reino Unido. Se consideró que la especie estaba extinta hasta que Reinhardt confirmó que estaba viva, describiendo un gran bando de ejemplares en la bahía de Kiel en 1861, de los que se pudo capturar uno y otros vararon en la costa de Dinamarca al año siguiente.
Como su nombre común indica, la falsa orca comparte características con la orca (Orcinus orca); los cráneos de las dos especies son muy similares. Sin embargo, no están tan estrechamente relacionadas como se podría pensar.

## Descripción

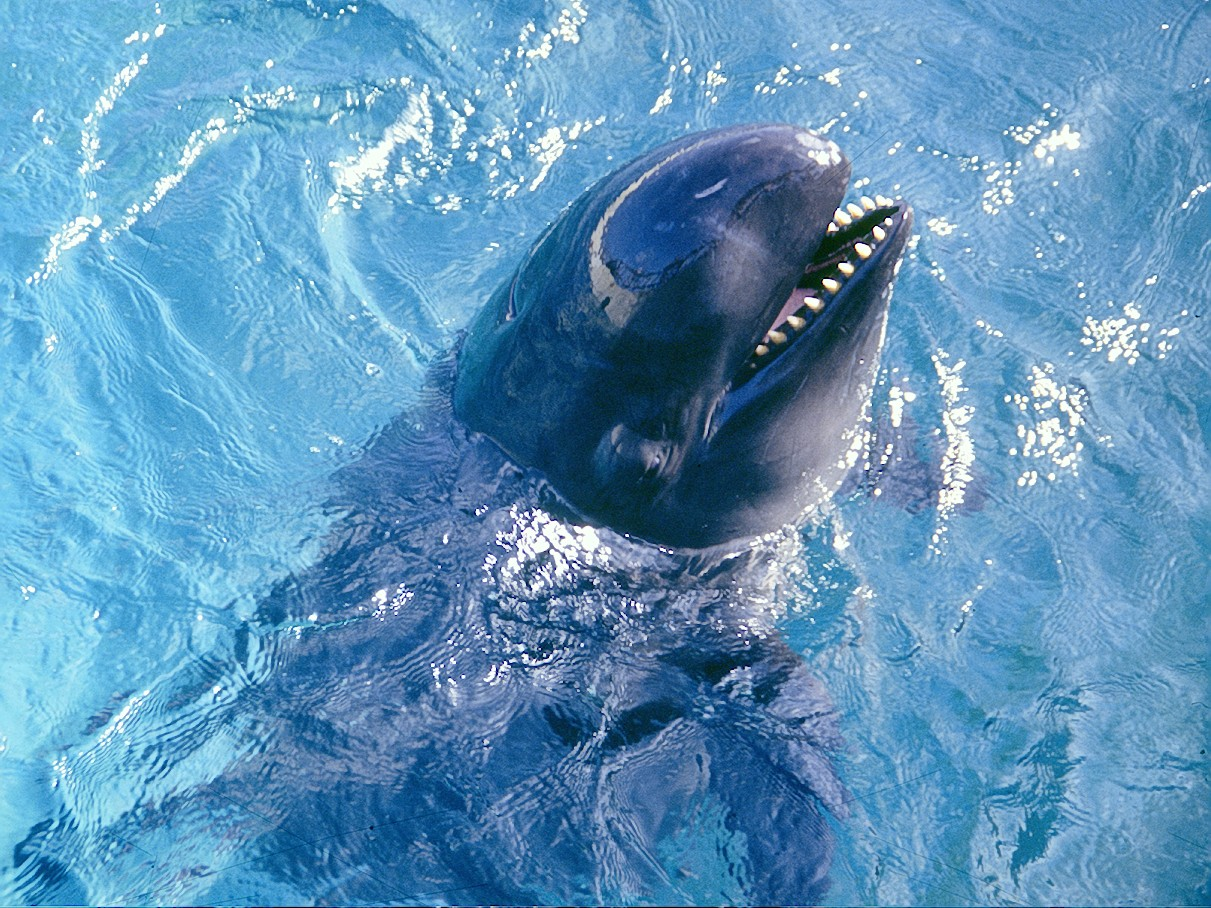
Falsa orca.

Es el tercer delfínido en cuanto a tamaño, alcanzando una longitud que oscila entre 3,7 y 5,5 m y un peso de entre 1,2 y 2 t. Tiene un cuerpo delgado con una aleta dorsal que puede medir unos 30 cm de alto. Son rasgos distintivos  de esta especie la curva y el bulto (normalmente llamado «codo») a mitad de camino a lo largo de cada una de las aletas. La falsa orca tiene un color uniforme (gris oscuro a negro).

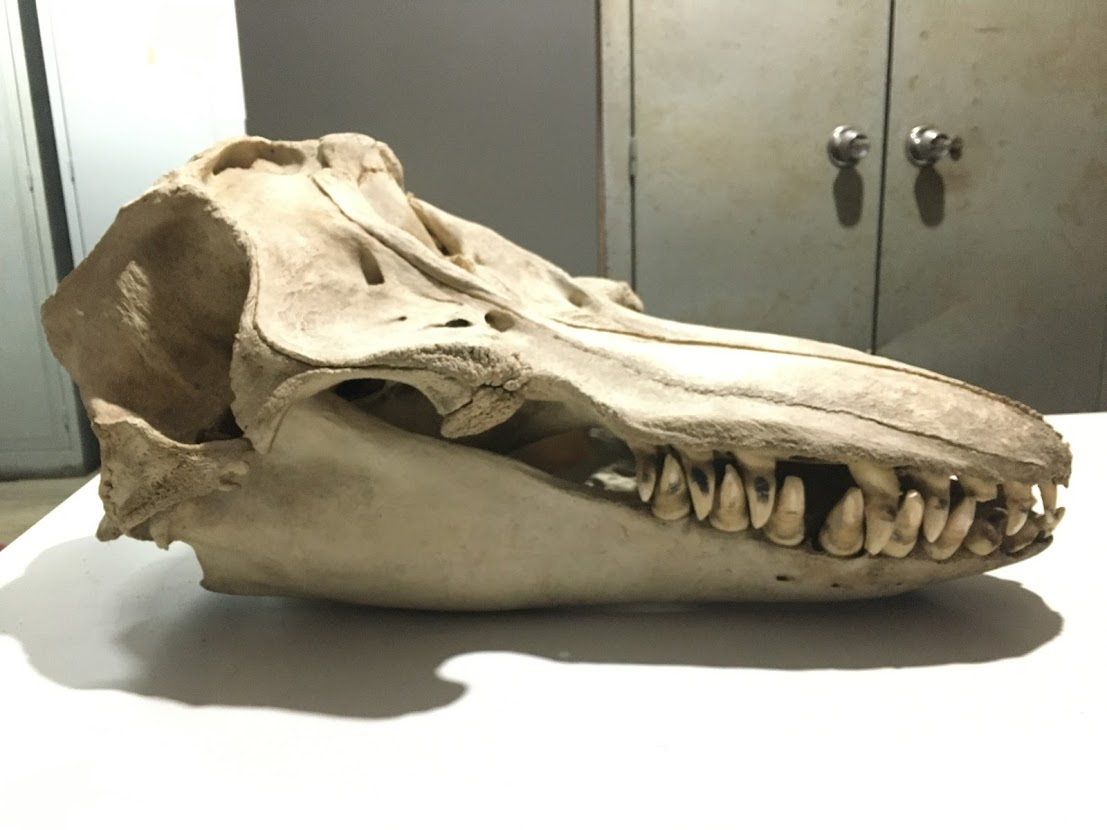
Cráneo de falsa orca (Pseudorca crassidens) en Museo Nacional de Historia Natural (MNHN), Montevideo, Uruguay

## Comportamiento
Es un animal altamente sociable que se agrupa en manadas entre 15 y 50 individuos, aunque también se han observado ejemplares solitarios y en ciertos casos manadas de cientos de individuos
Es capaz de reconocerse en un espejo.

### Ecotipos
Se han identificado mediante análisis de isótopos estables en carbono y nitrógeno, una distribución bimodal sugiriendo la existencia de dos grupos con niveles tróficos y/o hábitat de alimentación diferentes. Un grupo de individuos que presenta valores isotópicos que sugieren hábitos costeros y se alimenta de presas de mayor nivel trófico (ecotipo nerítico)y otro grupo presenta valores que sugieren hábitos oceánicos y se alimenta de presas de valores tróficos inferiores (ecotipo oceánico); para Brasil y Uruguay.
En Hawái se identificaron 3 poblaciones diferentes con base en estudios genéticos, marcaje satelital y fotoidentificación: una población insular que rodeas principales islas Hawaianas. la población insular de las islas del noroeste, y una población pelágica

### Alimentación
Su alimentación se compone principalmente de calamares y peces, generalmente bacalaos, atunes y bonitos, pero puede variar según el ecotipo.

### Varamientos
Habitualmente, por razones en gran parte desconocidas, suelen producirse varamientos en manadas en costas de todo el mundo; el mayor registrado hasta ahora  consistió en un total de 835 individuos encallados el 9 de octubre de 1946 en Mar del Plata, Argentina. A veces ocurren en aguas templadas fuera de su rango normal, como en los  sucedidos en Gran Bretaña en 1927, 1935 y 1936.

## Población y distribución
La población total es desconocida. En el Pacífico Oriental se estima que hay unos 40.000 individuos. Habita las aguas tropicales y templadas de los grandes océanos del mundo, con mayor frecuencia en aguas relativamente profundas en mar abierto. Generalmente no se ubican a latitudes superiores a los 50° en ambos hemisferios.